# 小金剛算數
《小金剛算數》（又译作，官方译为）是任天堂于1983年在红白机发行的教育电子游戏。游戏需要玩家解决数学问题获得胜利。游戏于1985年在北美作为首发游戏发行，1986年在欧洲发行，后来又于Wii和Wii U的Virtual Console平台再版。
游戏获得非常消极的评价。任天堂发言人汤姆·萨里斯称，因游戏未获好评，任天堂停止了当时的教育游戏开发。《电子游戏月刊》和1UP.com等媒体称这是史上最糟的首发游戏之一。IGN等媒体也称将其选入最烂Virtual Console游戏之列。游戏是销量最低的北美NES首发游戏。